# Museo islamico

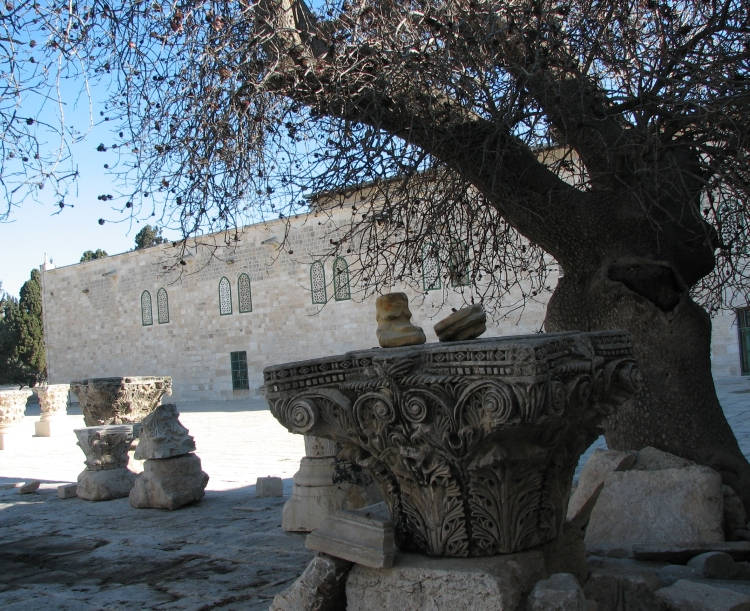
Cortile del museo islamico sul Monte del Tempio con un capitello corinzio in primo piano. Sullo sfondo il muro occidentale della Moschea al-Aqsa

Il Museo islamico (متحف الآثار الإسلامية) si trova sul Monte del Tempio nella Città Vecchia di Gerusalemme. Espone reperti di dieci periodi della Storia dell'Islam che abbracciano diverse regioni musulmane. Il museo si trova adiacente alla Moschea al-Aqsa.

## Storia
L'edificio fu originariamente costruito dai Cavalieri templari, che lo usarono come annesso al loro quartier generale stabilito nella ex moschea di Al-Aqsa. In seguito alla riconquista musulmana di Gerusalemme, la moschea fu restaurata nel 1194. L'edificio annesso serviva da sala riunioni per la scuola Fakhr al-Din Mohammad, una madrasa costruita da al-Mansur Qalawun nel 1282, durante l'era mamelucca. Il museo è stato istituito dal Supremo consiglio islamico nel 1923. Shadia Yousef Touqan è stato il capo pianificatore e Khader Salameh il curatore del museo.

## Esposizioni
Il museo islamico espone grandi recipienti di rame, per preparare la zuppa, utilizzati nell'Haseki Sultan Imaret, una mensa per i poveri, costruita attraverso una donazione di Hürrem Sultan, moglie di Solimano il Magnifico, e risalente al XVI secolo. Sono esposte anche vetrate colorate, pannelli in legno, piastrelle di ceramica e porte in ferro del periodo di Solimano il Magnifico. In mostra anche un cannone usato per annunciare la rottura del Ramadan, una grande collezione di armi, un grande tronco d'albero di cera, i resti carbonizzati di un minbar costruito da Nur ad-Din Zangi negli anni 1170 e distrutto da un turista australiano nel 1969 e gli abiti macchiati di sangue di 17 palestinesi uccisi durante le rivolte sul Monte del Tempio nel 1990.

### Manoscritti del Corano
Il museo ha 600 copie del Corano donate alla moschea di al-Aqsa durante gli imperi Omayyade, Abbaside, Fatimide, Ayyubida, Mamelucco e ottomano da califfi, sultani, emiri, ulama e privati. Ognuno differisce per dimensioni, calligrafia e ornamenti. Uno è un Corano scritto a mano la cui trascrizione è attribuita al pronipote di Maometto. Un altro è scritto in caratteri cufici risalenti all'VIII-IX secolo. Una Rab'ah marocchina in 30 parti fu lasciata in eredità dal Sultano Abu al-Hasan al-Marini del Marocco, l'unico manoscritto rimasto da tre raccolte che il sultano inviò alle moschee delle tre città sante dell'Islam: La Mecca, Medina e Gerusalemme. Inoltre, esiste un Corano molto grande che misura 100 x 90 cm, risalente al XIV secolo.